# Alypia octomaculata
Alypie à huit points
Sous-espèce
Synonymes
- Sesia 8-maculata
- Sesia octomaculata Fabricius, 1775
- Phalaena albomaculata Stoll, 1782
- Phalaena bimaculata Gmelin, 1790
- Alypia octomaculalis Hübner, 1818
- Alypia quadriguttalis Hübner, 1818
- Alypia matuta H. Edwards, 1883
- Alypia dipsaci Grote & Robinson, 1868

Alypia octomaculata, l’Alypie à huit points, est un papillon de la famille des Noctuidae décrit pour la première fois par Johan Christian Fabricius en 1775. Il est originaire du Canada, mais on le trouve aujourd'hui dans toute l'Amérique du Nord, allant de la Nouvelle-Écosse à la Floride et du Dakota du Sud au Texas. Leurs habitats étant assez spécifiques, ils habitent là où les zones boisées rencontrent les champs ouverts.

## Description

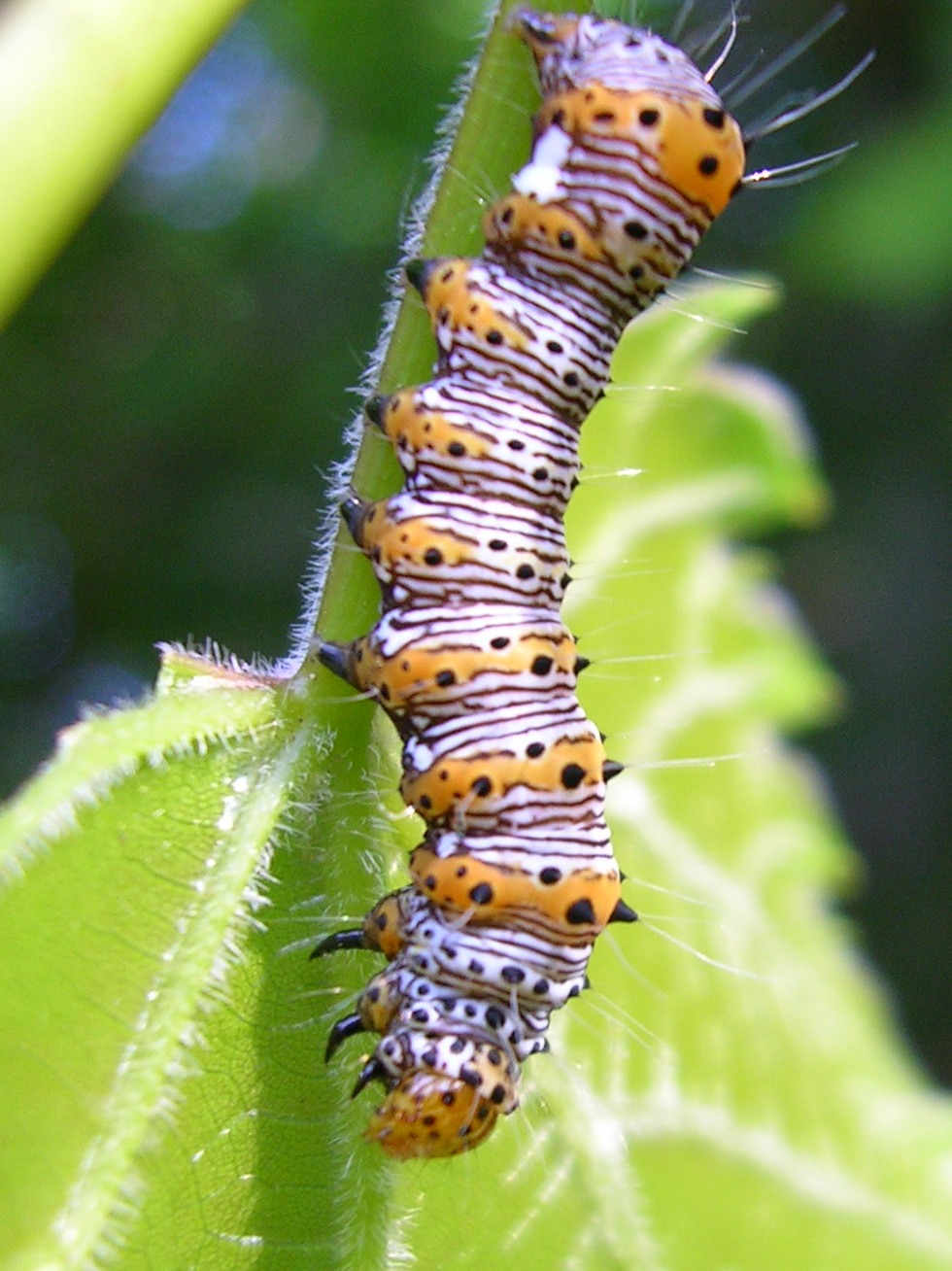
Larve mature d’A. octomaculata

Les larves adultes atteignent 25,4 à 38 millimètres. Le papillon est entièrement noir avec deux taches sur chaque aile (un total de huit taches), ses ailes antérieures varient entre les nuances de blanc, crème ou jaune. Leur envergure est d'environ 30 à 37 millimètres. Ces papillons sont actifs de jour comme de nuit et sont souvent confondus avec des papillons.

### Larves
Les larves se nourrissent de la face inférieure des feuilles et des tiges des vignes, des poivriers et de vigne vierge vraie,. Les larves d’A. octomaculata sont considérées en quelque sorte comme un ravageur dans les vignobles commerciaux et décoratifs.
Lorsqu’ils sont menacés, leur première ligne de défense consiste à vomir un liquide nauséabond teinté d’orange. Il s'échappe en tombant de son perchoir, encore attaché à celui-ci par le fil de soie excrété par sa bouche.
Les larves qui sont encore là à l’automne aiment transformer leur cocon à parois souples en matériaux partiellement pourris comme du bois, de la terre et même des déchets. Certaines chenilles matures meurent même lorsqu'on ne leur donne pas la possibilité de s'enfoncer dans quelque chose de pulpeux et approprié.

### Pupes
Comme beaucoup d'autres papillons nocturnes, A. octomaculata a la capacité de rester dans ce qu'on appelle une diapause, un état de dormance dans lequel leur développement est retardé, jusqu'à 4 ans selon les enregistrements. Les conditions dans lesquelles ils décident d’éclore sont inconnues.

### Adultes
A. octomaculata est univoltine plus au nord, volant à la fin du printemps d'avril à juin pour produire une génération. Dans les climats plus chauds, il peut y avoir deux couvées annuelles et même des tentatives de trois. Les adultes matures se nourrissent du nectar des fleurs des plantes herbacées. Lorsque leur couvée initiale culmine, en mars, les adultes s'envolent vers des fleurs comme celle de Symplocos tinctoria.

## Sous-espèce
Selon ITIS (9 avril 2024) :
- Alypia octomaculata octomaculata (Fabricuis, 1775)
- Alypia octomaculata matuta (H. Edwards, 1883)[8]

## Systématique
Le nom valide complet (avec auteur) de ce taxon est Alypia octomaculata (Fabricius, 1775).
Ce taxon porte en français les noms vernaculaires ou normalisés suivants : Alypie à huit points, Alypie à huit taches.

## Galerie

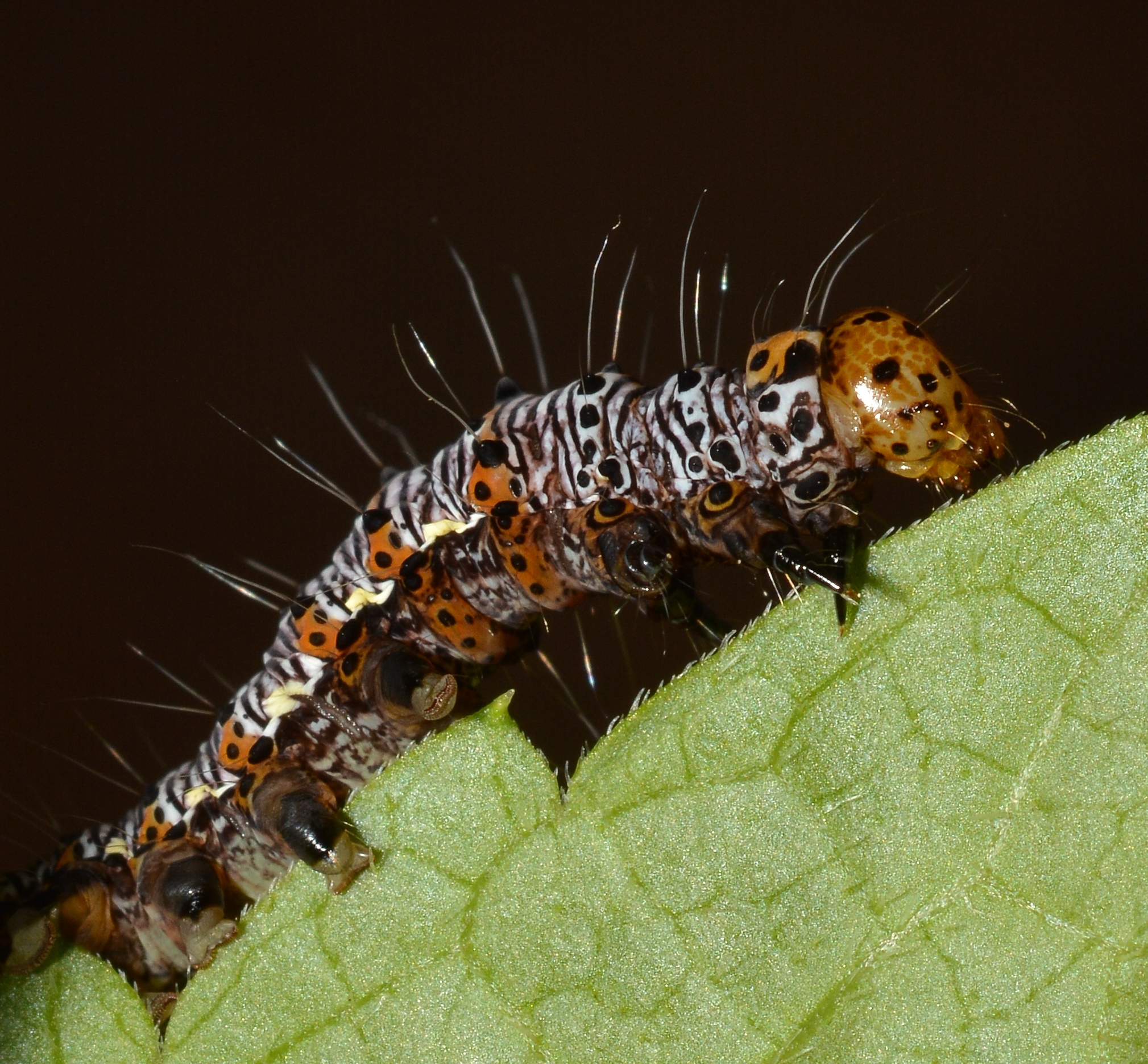
Larve
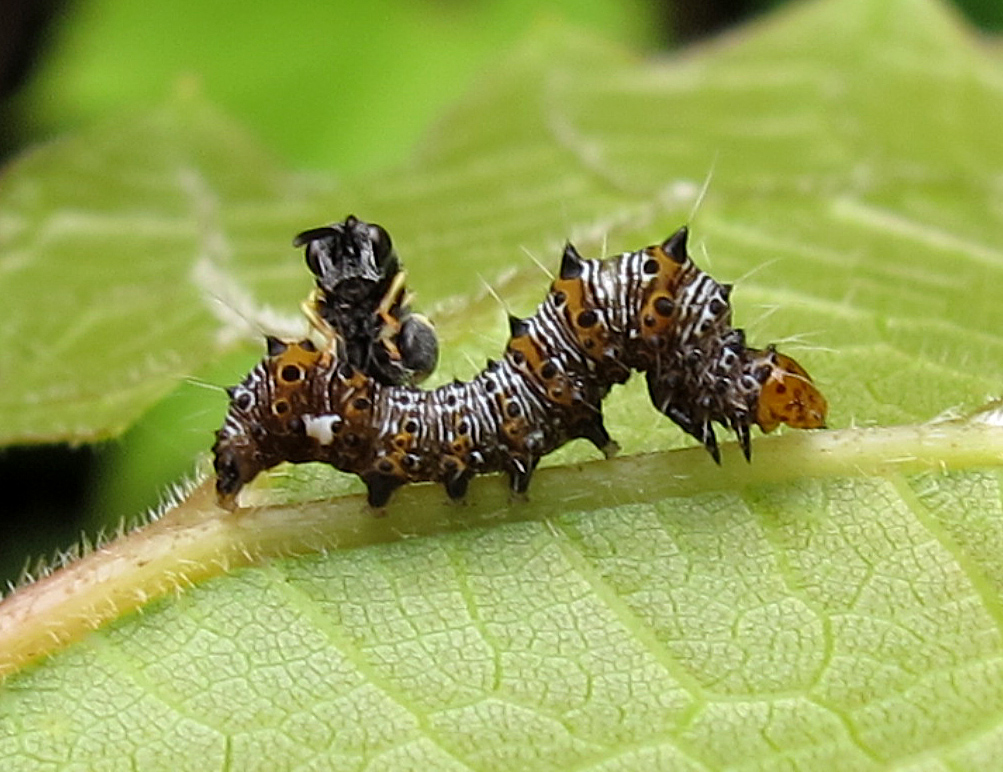
A. octomaculata étant parasité
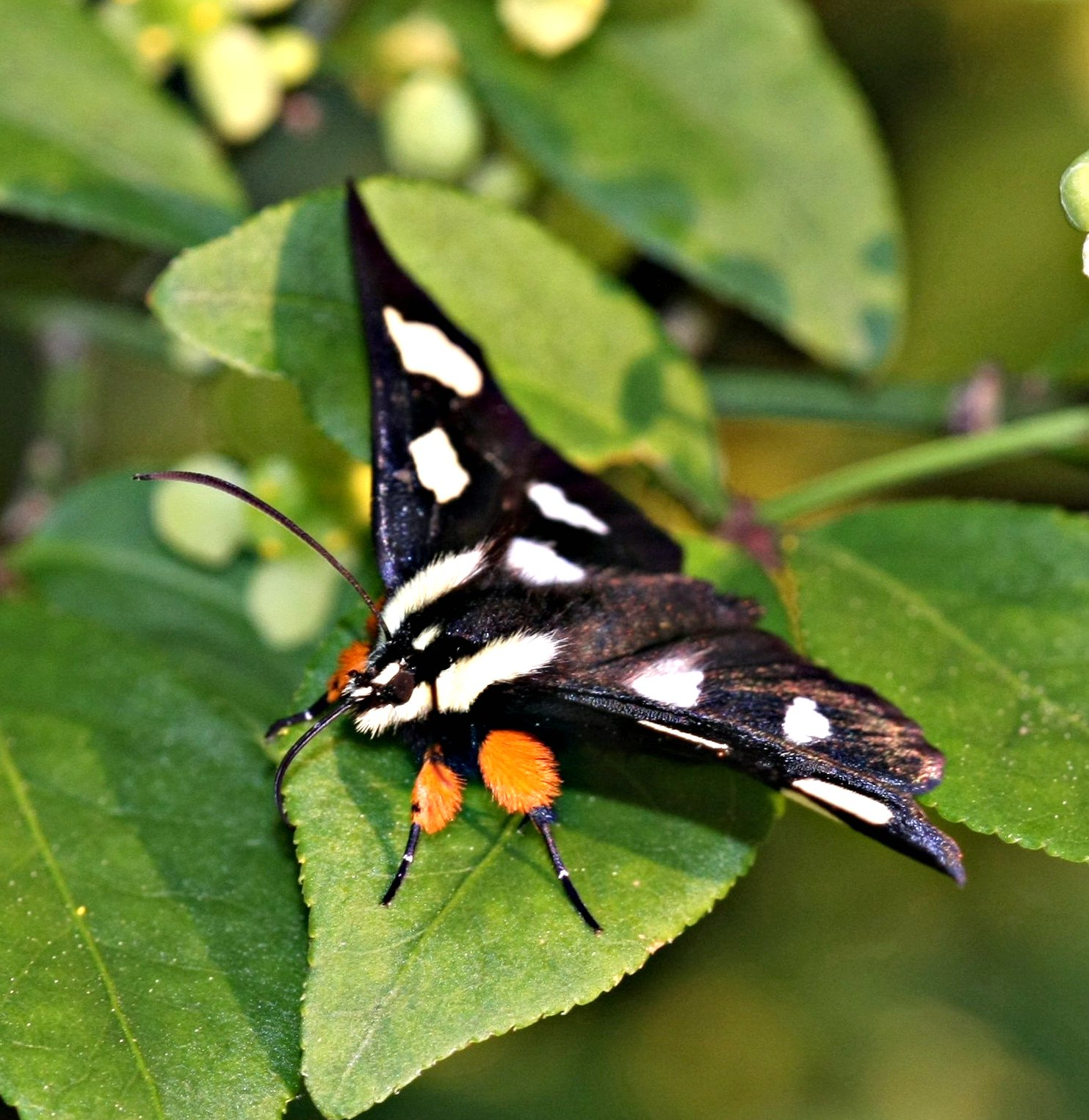
Adulte